# Greg Harrison
Greg Harrison (nacido el 4 de mayo de 1969 en Michigan) es un director de cine y editor estadounidense.
Se graduó de la Universidad Estatal de Míchigan.
Ha dirigido películas como Groove (2000) y November (2004), de las cuales fueron producidas por Danielle Renfrew.